# Biff Rose
Paul « Biff » Rose est un comédien et auteur-compositeur-interprète américain né le 15 octobre 1937 à La Nouvelle-Orléans et mort le 25 juillet 2023 à Madison (Wisconsin).

## Carrière
Né à La Nouvelle-Orléans en 1937, Paul Rose s'établit à Hollywood où il travaille d'abord comme scénariste avec George Carlin ou pour une émission animée par Mort Sahl, avant de se lancer dans l'écriture de chansons.
Il enregistre ses deux premiers disques chez Tetragrammaton Records. Son premier album, The Thorn dans Mrs. Rose's Side, paraît en 1968 avec son single Buzz the Fuzz. L'artiste fait alors plusieurs apparitions dans le Tonight Show de Johnny Carson de 1968 à 1970,. Il interprète ses chansons Gentle People et Myrtle's Pies dans le show télévisé The Smothers Brothers Comedy Hour, et apparaît dans quelques autres émissions comme American Bandstand, les shows de Merv Griffin et de David Frost, et le Playboy After Dark de Hugh Hefner.
Il anime le festival pop d'Atlantic City en 1969 et celui d'Atlanta l'année suivante.
C'est avec Paul Williams qu'il écrit l'une de ses compositions les plus connues, Fill Your Heart (elle figure également dans son album The Thorn dans Mrs. Rose's Side). La chanson est adoptée par Tiny Tim comme face B de son single de 1968 Tiptoe through the Tulips, avant même la sortie de la version de Biff. En 1971 David Bowie la reprend sur son album Hunky Dory — son clavieriste d'alors Rick Wakeman estime que Rose « a manifestement influencé David ». 
Des chansons de Rose ont également été reprises par John Denver (Molly), Michael Johnson (I've Got You Covered), Vetiver (To Baby) et Pat Boone.
En octobre 2017, l'hebdomadaire de Caroline du Nord Indy Week révèle que le site web de Biff Rose contient « des éléments manifestement raciste et antisémite ». Si ce site est depuis supprimé, Rose continue néanmoins à véhiculer ces idées sur internet,.

## Discographie
- The Thorn in Mrs. Rose's Side (1968, Tetragrammaton, réédité sur Buddha)
- Children of Light (1969, Tetragrammaton, réédité sur Buddha)
- Biff Rose [quelques exemplaires intitulés Ride On] (1970, Buddha)
- Half Live at the Bitter End (1971, Buddah)[14]
- Uncle Jesus, Aunty Christ (1972, United Artists)
- Roast Beef (1978, Pacific Arts)
- Thee Messiah Album / Live at Gatsby's (1979, Pacific Arts)